# Catocala concumbens
Catocala concumbens är en fjärilsart som beskrevs av Walker 1857. Catocala concumbens ingår i släktet Catocala och familjen nattflyn. Inga underarter finns listade i Catalogue of Life.

## Bildgalleri

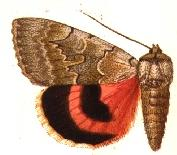